# Jammu en Kasjmir (gebied)

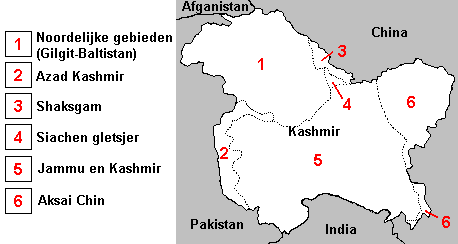
Jammu en Kasjmir met alle deelgebieden

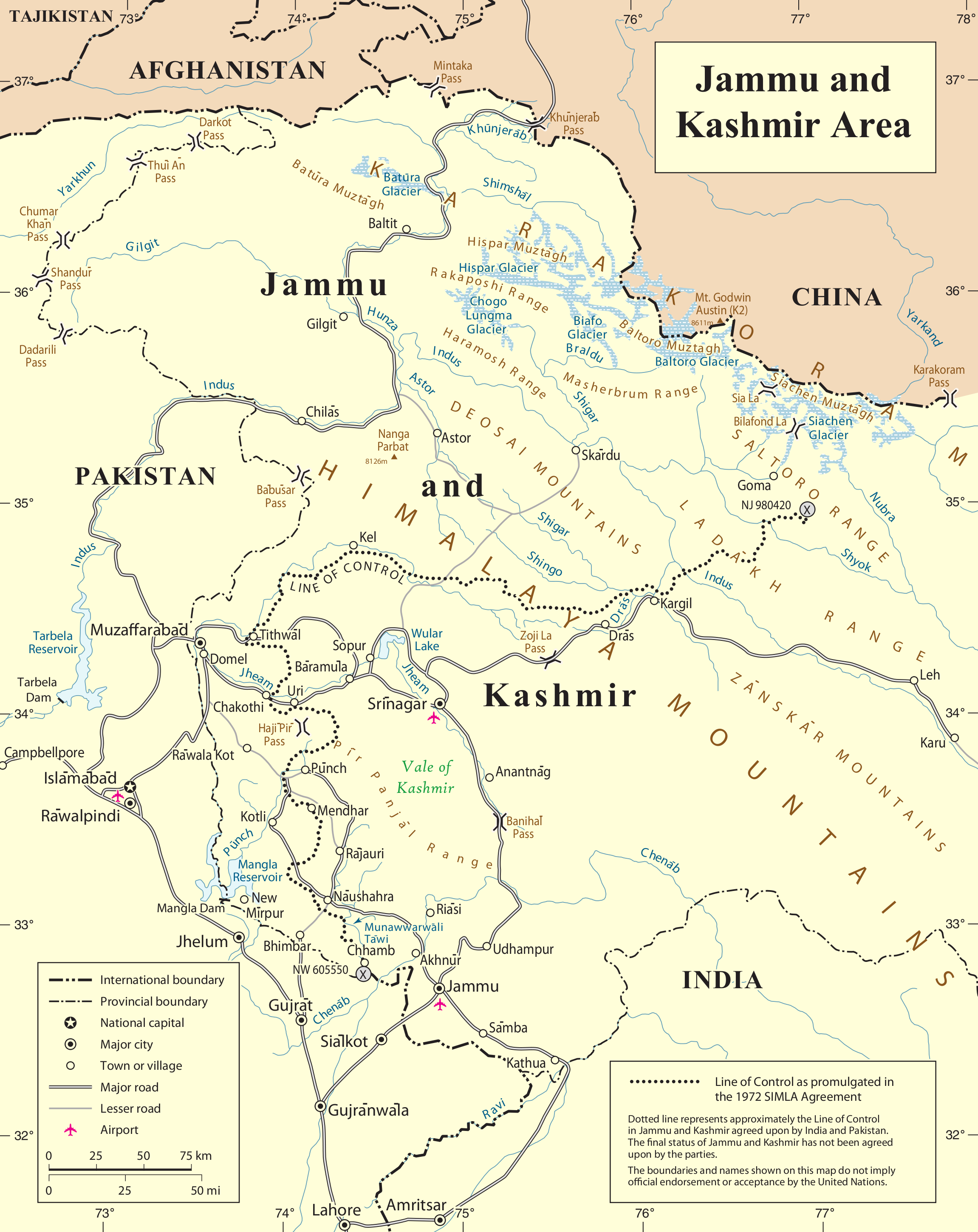
Gedetailleerde kaart van Jammu en Kasjmir (VN)

Jammu en Kasjmir of (verkort) Kasjmir is een gebied in het noordelijk gedeelte van het Indische subcontinent.
Kasjmir is van oudsher de vallei van de rivier de Jhelum die in de zuidwestelijke uitlopers van het Himalayagebergte ligt. Jammu is de regio ten zuiden daarvan. Politiek gezien wordt meestal echter een veel groter gebied bedoeld, dat ook Gilgit, Baltistan en Ladakh omvat.

## Achtergronden
Jammu en Kasjmir in ruime zin is bestuurlijk tussen drie landen verdeeld:
- Pakistan beheerst het noordwestelijk deel; Azad Kasjmir (inclusief een klein deel van Jammu) en Gilgit-Baltistan). Dat laatste wordt echter door Pakistan zelf niet tot Jammu en Kasjmir gerekend.
- India beheerst het centrale en het zuidelijk deel; dit is het grootste deel van Jammu, Kasjmirvallei, Ladakh en de Siachengletsjer. Dit gebied is de facto verdeeld over twee Indiase unieterritoria: Jammu en Kasjmir en Ladakh.
- China beheerst het noordoostelijke deel (Aksai Chin en Shaksgam).

Volgens India valt heel Jammu en Kasjmir (ook de door Pakistanen en Chinezen beheerste gebieden) onder haar grondgebied. Pakistan beschouwt heel Jammu en Kasjmir als betwist gebied en stelt dat de eis van India niet geldig is. Kasjmir vormt de inzet van een langdurig territoriaal geschil tussen de drie landen, het Kasjmirconflict.
Jammu en Kasjmir is een uiterst bergachtig gebied dat zeer gevoelig is voor aardbevingen. Een zware aardbeving vond er plaats op 8 oktober 2005 (zie Aardbeving Kasjmir 2005).
Het eigenlijke Kasjmir behoort bestuurlijk voor het grootste deel tot India en is een vallei van ongeveer 7200 km2, op 1675 meter hoogte, met het westelijk deel van de Himalaya, de Karakoram. Het gebied heeft een oeroude geschiedenis. Jammu en Kasjmir was gedurende lange tijd een van de centra van de Sanskrietcultuur. De literatuur, beeldhouwkunst, muziek, dans, schilderkunst, en architectuur van Jammu en Kasjmir hebben aanzienlijke invloed gehad in Azië.

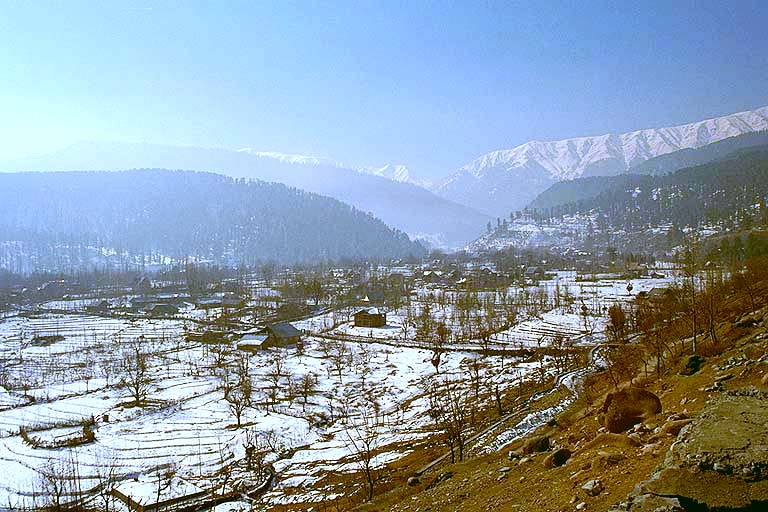
Uitzicht over de Kasjmirvallei vanaf Talmar

## De deling
In 1947 werd India onafhankelijk van het Verenigd Koninkrijk. Besloten werd dat uit de vroegere kolonie twee landen zouden worden gevormd: Pakistan (Oost- en West-Pakistan) en India. In Pakistan zouden in meerderheid moslims wonen, en in India in meerderheid hindoes. Overeengekomen was dat autonome gebieden, zoals het vorstendom Kasjmir (bekend als het Dograrijk), mochten beslissen of ze zich bij India of bij Pakistan wilden aansluiten.
De bevolking van Jammu en Kasjmir bestond en bestaat hoofdzakelijk uit moslims. Het gebied werd in eerste instantie bestuurd door de hindoeïstische maharadja Hari Singh, die zo lang mogelijk onafhankelijk wilde blijven, om een zo goed mogelijk bod van de Indiase regering te krijgen.  In 1947 viel Pakistan Jammu en Kasjmir echter binnen met behulp van guerrillastrijders uit islamitische stammen, en Pakistaanse soldaten die als stamleden waren vermomd. De invallers gingen zich te buiten aan verkrachting en plundering van de bevolking van Jammu en Kasjmir. Ze hadden het vooral voorzien op niet-moslims. Deze waren tijdens het Dograrijk van de Sikhs namelijk sterk bevoordeeld boven de moslims en andere religies, hoewel ze slechts 5% van de bevolking uitmaakten. De maharadja begreep dat zijn droom van een semionafhankelijk Jammu en Kasjmir uit was, en vroeg het leger van India om hulp. Tevens tekende hij een verdrag, waarbij hij ermee akkoord ging dat Jammu en Kasjmir een deel van India zou worden.
De oorlog die hiervan het gevolg was duurde totdat India in 1949 de Verenigde Naties verzocht Pakistan ertoe te bewegen het bezette Jammu en Kasjmir te verlaten. De Verenigde Naties bewerkstelligden een wapenstilstand, waarbij Jammu en Kasjmir werd verdeeld in een gebied dat door Pakistan was bezet en een gebied dat door India was bezet. De Verenigde Naties drongen aan op een referendum onder de bevolking. Dat werd geblokkeerd door India, dat alleen een referendum wilde op voorwaarde dat Pakistan de gebieden zou verlaten.
In 1962 werd de regio Aksai Chin van Jammu en Kasjmir door China veroverd op India. In 1963 werd Shaksgam overgedragen van Pakistan aan China, in ruil voor militaire steun en om verdere aanspraken van China te voorkomen. In 1965 en 1971-1972 braken hevige gevechten uit tussen India en Pakistan. India veroverde grote gebieden tijdens de oorlog van 1971, en maakte veel krijgsgevangenen. Dit leidde in 1972 tot het Verdrag van Simla tussen India en Pakistan. Beide landen kwamen overeen hun meningsverschillen op vreedzame wijze op te lossen, door middel van besprekingen. India gaf bezet gebied van Pakistan in Jammu en Kasjmir terug, en liet als een gebaar van goede wil  negentigduizend Pakistaanse gevangenen vrij.
| Vlag | Naam             | Hoofdstad                          | Oppervlakte | Land     | Opmerking |
| ---- | ---------------- | ---------------------------------- | ----------- | -------- | --------- |
|      | Aksai Chin       | -                                  | 37.555 km²  | China    |           |
|      | Azad Kasjmir     | Muzaffarabad                       | 13.300 km²  | Pakistan |           |
|      | Gilgit-Baltistan | Gilgit                             | 72.971 km²  | Pakistan |           |
|      | Jammu en Kasjmir | Srinagar (zomer) en Jammu (winter) | 42.241 km²  | India    |           |
|      | Ladakh           | Leh (zomer) en Kargil (winter)     | 86.904 km²  | India    |           |
|      | Shaksgam         | -                                  | 5.180 km²   | China    |           |

## Ontwikkelingen rond de millenniumwisseling
Beide landen zijn altijd koppig blijven volhouden dat Jammu en Kasjmir in zijn geheel aan de een dan wel de ander behoort. Bemiddelingspogingen hebben tot dusver tot niets geleid.
Midden 1999 werd Jammu en Kasjmir geïnfiltreerd door islamitische guerrillastrijders, en volgens sommige bronnen ook door Pakistaanse troepen in burgerkleding. Ze beheersten bergtoppen en bergruggen bij de plaats Kargil in Jammu en Kasjmir, met het doel de hoofdweg tussen Srinagar en Leh af te snijden. Deze loopt van noord naar zuid in het Indiase deel van Jammu en Kasjmir. Als ze daarin waren geslaagd, zouden ze Jammu en Kasjmir in tweeën hebben verdeeld. Een tegenaanval van India met behulp van leger en luchtmacht, dreef de Pakistani echter terug tot over de bestandslijn. De Amerikaanse president Clinton verzocht de Pakistaanse minister-president Nawaz Sharif zijn troepen terug te trekken. Daarmee kwam een einde aan deze fase van het conflict. Kort daarop werd Sharif afgezet door een coup van het Pakistaanse leger onder leiding van generaal Pervez Musharraf, de vorige president.
In het begin van 2002 namen de wederzijdse dreigementen tussen de landen steeds heviger vormen aan. Dit was het gevolg van hun grensconflict en van terroristische aanslagen in India. Per 1 januari 2002 werden alle rechtstreekse verbindingen over land en via de lucht verbroken. Gevreesd werd voor een kernoorlog op het subcontinent. Na intensieve diplomatie door andere landen zwakten India en Pakistan vanaf 10 juni 2002 hun wederzijds agressieve toon af. Gehoopt werd dat beide landen een verzoening zouden voorbereiden.
In april 2003 stelde India voor de dialoog te hervatten. De busverbindingen tussen India en Pakistan werden hersteld. Met ingang van 26 november 2003 kwamen India en Pakistan een wapenstilstand overeen langs zowel de niet-betwiste internationale grens, als de betwiste bestandslijn, en langs de Siachengletsjer. Dit was de eerste totale wapenstilstand in 15 jaar die door beide landen is afgekondigd. Op 30 november 2003 opende Pakistan bovendien zijn luchtruim weer voor India.